# Milena Raičević
Milena Raičević (n. Knežević, 12 martie 1990, în Podgorica) este o handbalistă din Muntenegru care joacă pentru clubul ŽRK Budućnost Podgorica și echipa națională de handbal feminin a Muntenegrului.
Raičević a făcut parte din naționala muntenegreană încă de la categoriile de junioare și tineret, și a câștigat medalia de bronz la campionatul mondial de handbal pentru junioare din 2010. Un an mai târziu, ea a participat la campionatul mondial pentru senioare din 2011, desfășurat în Brazilia.
În 2012, ea a obținut, alături de coechipierele ei, medalia de argint la Jocurile Olimpice de vară din 2012 și medalia de aur la Campionatul European de Handbal Feminin din Serbia.

## Incidentul din 9 martie 2014
În seara de 9 martie 2014, în ultimele secunde ale meciului din grupele principale ale Ligii Campionilor disputat pe teren propriu de Budućnost împotriva Győri Audi ETO KC, Milena Knežević a comis un gest nesportiv, lovind-o intenționat cu capul în figură pe Anita Görbicz. Arbitrii au explicat că nu au văzut incidentul, iar handbalista muntenegreană și-a cerut ulterior scuze pe pagina ei de Facebook, dar Federația Europeană de Handbal a declanșat o anchetă disciplinară. În urma anchetei, Knežević a fost suspendată pentru următoarele două meciuri pe care echipa Budućnost le-a disputat în Liga Campionilor.

## Palmares
Club
- Campionatul muntenegrean:
  - Câștigătoare: 2007, 2008, 2009, 2010, 2011, 2012, 2013, 2014, 2015, 2016, 2017, 2018, 2019, 2021
- Cupa Muntenegrului:
  -  Câștigătoare: 2007, 2008, 2009, 2010, 2011, 2012, 2013, 2014, 2015, 2016, 2017, 2018, 2019, 2021
- Liga Campionilor EHF:
  -  Câștigătoare: 2012, 2015
  - Finalistă: 2014
  - Semifinalistă: 2011
- Cupa Cupelor EHF:
  -  Câștigătoare: 2010
- Liga Regională Feminină de Handbal:
  - Câștigătoare: 2010, 2011, 2012, 2013, 2014, 2015, 2016, 2019

Echipa națională
- Campionatul European:
  -  Medalie de aur: 2012
  -  Medalie de bronz: 2022
- Olimpiadă:
  -  Medalie de argint: 2012
- Campionatul Mondial pentru Junioare:
  -  Medalie de bronz: 2010